# Pentium II
Pentium II je procesor architektury x86 představený firmou Intel 7. května 1997. Je založen na modifikované verzi jádra P6, které bylo poprvé použito v procesorech Pentium Pro, ale s vylepšeným výkonem v 16bitových aplikacích a s přídavkem v podobě MMX SIMD instrukcí, které byly už dříve představeny u Pentia MMX.
Původní Pentium II – Klamath běžel na 233 a 266 MHz se 66 MHz sběrnicí, byl vytvořen pomocí 350 nm výrobního procesu a produkoval (na svou dobu) obrovské množství tepla.
Jeho nástupcem se stalo Pentium III.

## Modely

### Klamath (350 nm)

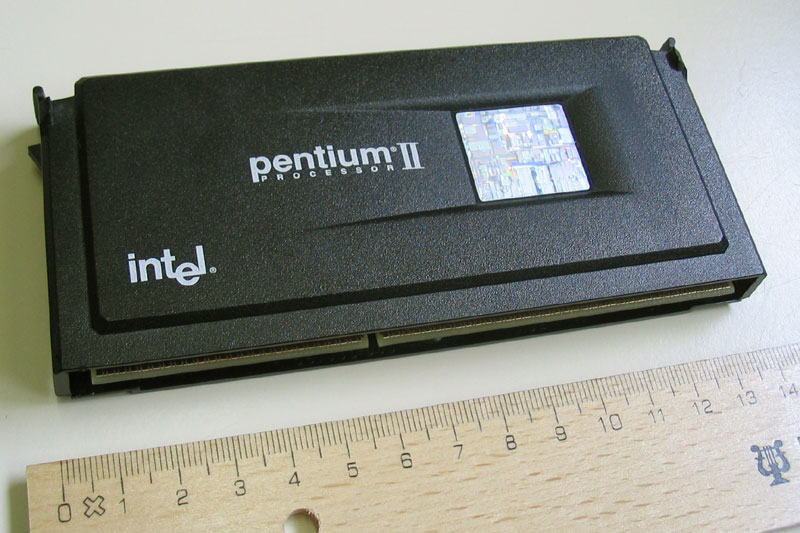
Pentium II – zadní pohled

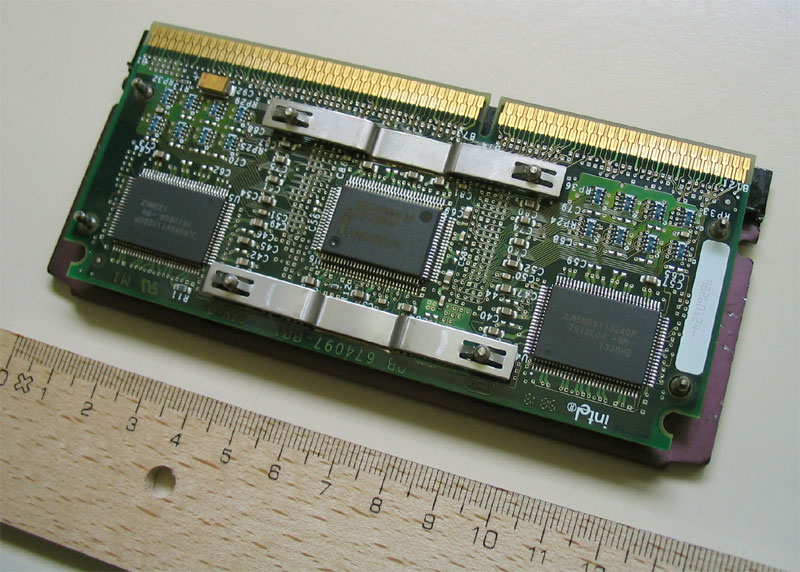
Pentium II – vnitřní přední pohled

- L1-Cache: 16 + 16 kB (Data + Instrukce)
- L2-Cache: 512 kB, externí čipy na CPU modulu s 50% rychlosti CPU
- Slot 1 (GTL+)
- MMX
- FSB: 66 MHz
- VCore: 2.8 V
- Uvolněno: 7. květen 1997
- Takt: 233, 266, 300 MHz

### Tonga (250 nm), Pentium II Mobile
- L1-Cache: 16 + 16 kB (Data + Instrukce)
- L2-Cache: 512 kB, externí čipy na CPU modulu s 50% rychlosti CPU
- MMC-1, MMC-2, Mini-Cartridge (GTL+)
- MMX
- FSB: 66 MHz
- VCore: 1.6 V
- Uvolněno: 7. červen 1997
- Takt: 233, 266, 300 MHz

### Deschutes (250 nm)
- L1-Cache: 16 + 16 kB (Data + Instrukce)
- L2-Cache: 512 kB, externí čipy na CPU modulu s 50% rychlosti CPU
- Slot 1 (GTL+)
- MMX
- FSB: 66, 100 MHz
- VCore: 2.0 V
- Uvolněno: 26. leden 1998
- Takt: 266–450 MHz
  - 66 MHz FSB: 266, 300, 333 MHz
  - 100 MHz FSB: 350, 400, 450 MHz

### Dixon (250 nm), mobile Pentium II PE ("Performance Enhanced")
- L1-Cache: 16 + 16 kB (Data + Instrukce)
- L2-Cache: 256 kB, na procesoru, plná rychlost CPU
- BGA1, MMC-2, μPGA1 (GTL+)
- MMX
- FSB: 66, 100 MHz
- VCore: 1.5, 1.55, 1.6, 2 V
- Uvolněno: 25. leden 1999
- Takt: 266–500 MHz